# Franz Ferdinand Gellern

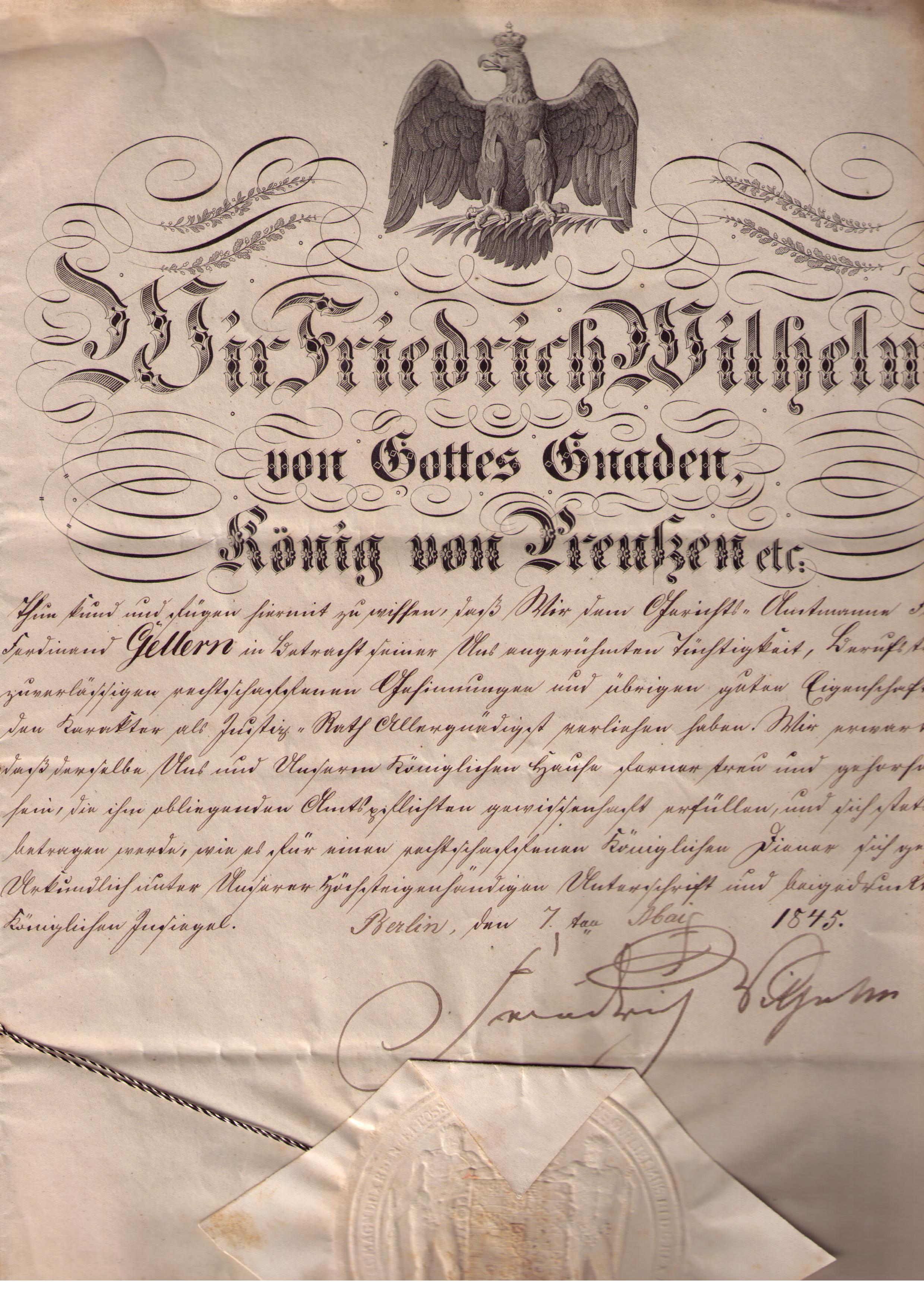
Patentschrift Justizrat Gellern

Franz Ferdinand Gellern (* 15. Januar 1800 in Hausberge; † 6. März 1879 in Minden) war ein deutscher Jurist und Politiker.

## Leben
Gellern war Sohn von Carl Heinrich Gellern und seiner Frau Christine Wilhelmine geb. Klostermann. Er studierte an der Rheinischen Friedrich-Wilhelms-Universität Bonn und der Ruprecht-Karls-Universität Heidelberg Rechtswissenschaft. Er wurde 1821 im Corps Guestphalia Bonn und 1822 im Corps Guestphalia Heidelberg recipiert. Er war ab 1824 zunächst Assessor am Patrimonialgericht Petershagen, heiratete im Jahr 1833 Flora Elise Stammelbach und wurde später Kreisgerichtsrat in Minden. 1845 verlieh ihm Friedrich Wilhelm IV. den Charakter als Justizrat.
Gellern zog 1848 als Abgeordneter der Stadt Minden in die Preußische Nationalversammlung ein und schloss sich der Fraktion Harkort an. Für den Wahlkreis Minden 1 saß Gellern in der 1. Legislaturperiode 1849 (Rechtes Centrum), in der 2. Legislaturperiode von 1849 bis zur Mandatsniederlegung 1851 (fraktionslos), in der 3. Legislaturperiode von 1852 bis 1855 (Linke) und in der 5. Legislaturperiode von 1859 bis 1861 (Fraktion Mathis) im Preußischen Abgeordnetenhaus.
Als bürgerlicher Nachkomme einer norddeutschen Landadelsfamilie, deren westpreußischer Zweig sich 1778 vergeblich um die Erneuerung ihres Adelstitels bemüht hatte, stand er politisch rechts und arbeitete unter anderem gegen frühe Sozialpolitiker wie Hermann Schulze-Delitzsch. Franz Mehring erwähnt beispielsweise in seiner Geschichte der Deutschen Sozialdemokratie, wie Gellern gemeinsam mit dem Abgeordneten Oberlandesgerichtsrat Joseph Tüshaus bei einer von Lothar Bucher und Hermann Schulze-Delitzsch eingebrachten Gesetzesnovelle taktiert.